# Хроника Холодной войны (1960 год)
Хронология Холодной войны
- 1943
- 1944
- 1945
- 1946
- 1947
- 1948
- 1949
- 1950
- 1951
- 1952
- 1953
- 1954
- 1955
- 1956
- 1957
- 1958
- 1959
- 1960
- 1961
- 1962
- 1963
- 1964
- 1965
- 1966
- 1967
- 1968
- 1969
- 1970
- 1971
- 1972
- 1973
- 1974
- 1975
- 1976
- 1977
- 1978
- 1979
- 1980
- 1981
- 1982
- 1983
- 1984
- 1985
- 1986
- 1987
- 1988
- 1989
- 1990
- 1991

- 16 февраля: Франция успешно испытала свою первую атомную бомбу Gerboise Bleue посреди алжирской пустыни Сахара.
- Апрель: начинается развёртывание американских БРСД «Юпитер» в Италии, в результате чего ядерные ракеты размещаются в пределах досягаемости Москвы (как и в случае с БРСД «Тор», развёрнутыми в Великобритании).
- 1 мая: Американский пилот Фрэнсис Гэри Пауэрс сбит на самолёте-разведчике U-2 во время полёта на большой высоте над Советским Союзом, что привело к инциденту с U-2, крупному международному скандалу в президентство Дуайта Эйзенхауэра.
- Июнь: Советско-китайский раскол: китайское руководство, возмущённое тем, что с ним обращаются как с «младшим партнёром» Советского Союза, объявляет свою версию коммунизма превосходящей и начинает конкурировать с СССР за влияние, тем самым создавая третий полюс Холодной войны.
- 5 июля: Начинается кризис в Конго.
- 31 июля: Повстанцы-коммунисты в Малайе терпят поражение.
- 3 августа: Нигер становится независимым от Франции.
- 9 августа: Начало восстания коммунистических повстанцев Патет Лао в Лаосе.
- 11 августа: Чад становится независимым от Франции.
- 17 августа: Габон становится независимым от Франции.
- 23 сентября: Первый секретарь ЦК КПСС Никита Хрущёв едет в Нью-Йорк, чтобы выступить перед Генеральной Ассамблеей ООН, начиная свой месячный визит в Соединённые Штаты.
- 30 сентября: Сукарно произносит речь перед пятнадцатой Генеральной Ассамблеей ООН под названием «Построить мир заново», в которой он критикует Организацию Объединённых Наций за отсутствие нейтральности и ставит под сомнение необходимость местонахождения штаб-квартиры Организации Объединённых Наций в Нью-Йорке, США.
- 13 ноября: Начало гражданской войны в Гватемале.
- 28 ноября: Мавритания становится независимой от Франции.